# شعب الدار (مذيخرة)

تعديل مصدري - تعديل

شعب الدار محلة تابعة لقرية المقروض، التابعة لعزلة حليان بمديرية مذيخرة إحدى مديريات محافظة إب في الجمهورية اليمنية.، بلغ تعداد سكانها 72 حسب تعداد اليمن لعام 2004.